# Spraggen (Sunne socken, Värmland, 663881-136020)
Spraggen är en sjö i Sunne kommun i Värmland och ingår i Göta älvs huvudavrinningsområde.